# Талава
Талава (латг. Tuolova, латис. Tālava., латв. терра Lettorum Tholowa) — одне з перших феодальних князівств на місці сучасної Латвії. Талава згадується як Земля латів. Центром Талави були замки Тріката та Беверіна.
Талава згадується з 1207 р. До цього ці землі називалися Очела.
Після завоювання  Ерсіки німцями, єпископ Альберт вирішив завоювати Талаву. Спочатку Альберт навмисно розпалював ворожнечу між талавами і естами Після підкорення Ерсіке сини талавського правителя Талівалда добровільно підкорилися єпископу: так само, як і Вісвалд з Ерсіке, вони віддали свої землі католицькій церкві, отримавши їх назад вже у вигляді єпископських ленів і прийнявши католицтво. Однак частина жителів Талави ще зберегла православ'я. Тільки в 1224 році Талава остаточно перейшла до рук німців і була розділена між єпископом і орденом.